# ANOVA (ziekenfonds)
ANOVA-verzekeringen Amersfoort was van 1827 tot 1996 het ziekenfonds voor Amersfoort, Utrecht en Zeist. In 1996 fuseerde ANOVA met het Amsterdamse ZAO tot de ANOVA-ZAO groep, die op 1 januari 1999 met ANOZ Verzekeringen samenging in de verzekeraar Agis Zorgverzekeringen.